# Zuni (Rakete)
Die Zuni ist in der Basisversion eine ungelenkte militärische Rakete aus US-amerikanischer Produktion, die auch mit Laserzielführung ausgerüstet werden kann.

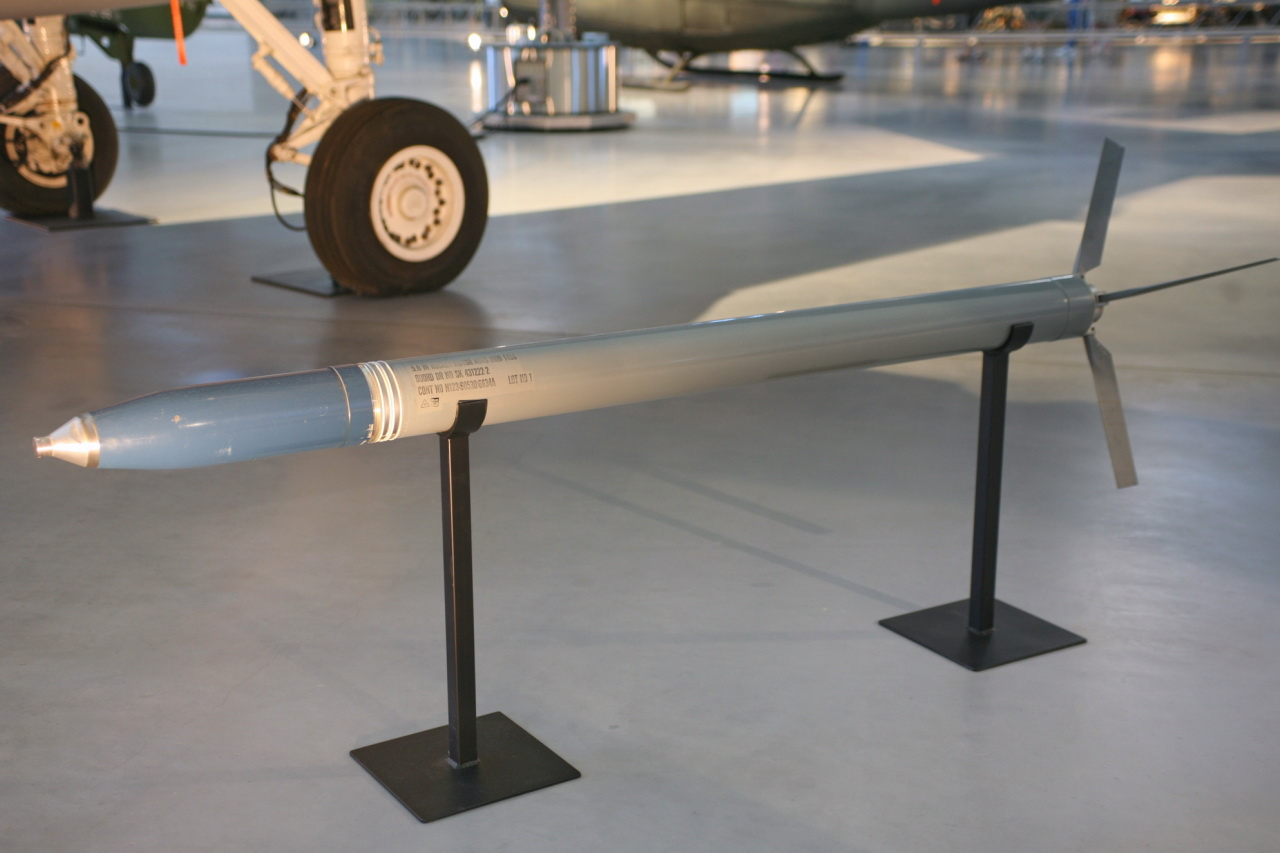
Eine Zuni-Rakete

Sie ist eine Luft-Boden-Rakete und kann mit verschiedenen Sprengköpfen bestückt werden, unter anderem auch mit Düppeln zur Abwehr von radargelenkten Raketen. Die Rakete wird normalerweise aus dem Raketenbehälter LAU-10 abgefeuert, der vier Raketen aufnehmen kann.

## Beschreibung
Die ungelenkte Rakete Mk.71 ist zur Bekämpfung von weichen Zielen wie Truppenkonzentrationen, Radfahrzeugen, Radarstellungen, Luftfahrzeugen am Boden auf Flugplätzen, leicht gepanzerten Fahrzeugen sowie verbunkerten Stellungen vorgesehen. Die Rakete ist für den Einsatz aus Rohrstartbehältern konzipiert und verfügt deswegen über Klappflügel, welche sich nach dem Start aufklappen, eine sogenannte Folding Fin Aerial Rocket (FFAR). Die Rakete ist ohne Zünder 1,95 m lang, hat einen Durchmesser von 5,0 Zoll oder umgerechnet 127 mm und wiegt ohne Gefechtskopf rund 36 kg. Sie kann im Temperaturbereich von −40 °C bis +60 °C eingesetzt werden. Die Brenndauer des Raketentreibsatzes beträgt 1,8 Sekunden. Damit wird eine Geschwindigkeit von ca. 2600 km/h und eine Reichweite von ca. 8 km erreicht. Die Rakete ist weiß lackiert und mit einem braunen Band versehen.

## Einsatzgeschichte
Die Zuni wurde vor allem im Vietnamkrieg durch die US-Streitkräfte und ihre Verbündeten eingesetzt. Hier wurde sie vor allem von der US Navy durch die Flugzeuge Douglas A-4, Douglas A-1 und die McDonnell F-4 verwendet.
Am 1. Mai 1967 schoss Lieutenant Colonel Theodore R. Swartz von der US-Luftwaffe eine nordvietnamesische MiG-17 mit einer Zuni-Rakete ab. Swartz erhielt den Silver Star für den Abschuss.
Das unbeabsichtigte Abfeuern einer an einer F-4 montierten Zuni-Rakete war im Juli 1967 verantwortlich für den Ausbruch eines Großfeuers auf dem US-Flugzeugträger Forrestal, das 134 Menschen das Leben kostete. Die Rakete traf den Treibstofftank einer aufgetankten und bewaffneten A-4 Skyhawk. In einem benachbart stehenden Flugzeug befand sich zu diesem Zeitpunkt Lieutenant Commander John McCain als Pilot (siehe Forrestal-Katastrophe). Ein weiterer ungeplanter Start einer Zuni-Rakete führte 1969 zu einem Feuer auf dem US-Flugzeugträger Enterprise, das 27 Leben forderte.

## Gebrauch für Forschungsexperimente
Die australische Regierung hat ihre Bestände an Zuni-Raketen dem Australian Space Research Institute (ASRI) gespendet. Das ASRI verwendet die Raketen zur experimentellen Forschung. Insbesondere im Jahr 1998 wurden zahlreiche Zuni-Raketen für Tests auf dem Startgebiet „LaunchArea: LA-9“ in Woomera genutzt.

## Zuni mit Lasersuchkopf
Diese Ausführung der Zuni wurde unter der Bezeichnung SAL-Zuni von MBDA entwickelt. Bei dieser Rakete handelt es sich um eine Zuni-Rakete, an deren Spitze ein halbaktiver WGU-58/B-Laser-Zielsuchlenkkopf mit vier Steuerflächen angebracht ist. Die maximale Einsatzdistanz liegt bei rund 8 km und der Streukreisradius (CEP) soll gemäß Hersteller weniger als 1 m betragen. SAL-Zuni ist mit den vorhandenen Zuni-Systemen kompatibel und kann mit den normalen LAU-10-Raketen-Rohrstartbehältern gestartet werden.

## Gefechtsköpfe
Mit den Zuni-Raketen können ein breites Spektrum an Bodenzielen bekämpft werden. In Abhängigkeit zur Zielbeschaffenheit können auf die Raketen unterschiedliche Gefechtsköpfe aufgeschraubt werden.
- Mk 24: Splittergefechtskopf der 500 Splitter erzeugt. Länge 45,5 cm, Gewicht 20,4 kg. Kann mit Kopfzünder oder Bodenzünder ausgerüstet werden. Durchschlagsleistung von 51 mm Panzerstahl, 900 mm Stahlbeton oder 9 m Erdreich.
- Mk 32: Hohlladung mit Splittermantel. Länge 26,8 cm, Gewicht 20,2 kg. Durchschlagsleistung rund 450 mm Panzerstahl. Erzeugt zusätzlich rund 2000 Splitter.
- Mk 33: Gefechtskopf für die Gefechtsfeldbeleuchtung. Gewicht 20,9 kg. Gefechtskopf mit Fallschirm. Erzeugt für 70 Sekunden 1,75 Mega-Candela.
- Mk 34 mod 1: Rauch/Brand-Gefechtskopf. Länge 23,8 cm, Gewicht 22,1 kg. Befüllt mit Weißem Phosphor.
- Mk 34 mod 2: Rauch/Brand-Gefechtskopf. Länge 23,8 cm, Gewicht 22,1 kg. Befüllt mit Rotem Phosphor.
- Mk 63: Splittergefechtskopf der rund 40.000 Splitter erzeugt. Länge 72,9 cm, Gewicht 25,7 kg. Splitterwirkungskreis von rund 350 m
- Mk 84: Gefechtskopf für Elektronische Gegenmaßnahmen zur Radartäuschung. Gefechtskopf mit Düppeln (engl. Chaff). Länge 24,1 cm, Gewicht 20,8 kg.

## Raketenwerfer
Die ZUNI-Raketen können aus zwei verschiedenen Raketenwerferrohreinheiten abgefeuert werden. Die LAU-10 von Lockley können bei kürzeren Raketen auch mit aerodynamischen Kappen vorne und hinten versehen werden.
- LAU-33/A (Doppelröhren-Raketen-Rohrstartbehälter für zwei ungelenkte ZUNI-Raketen)
- LAU-10/A (Raketen-Rohrstartbehälter für vier ungelenkte ZUNI-Raketen)
- LAU-10A/A (Raketen-Rohrstartbehälter für vier ungelenkte ZUNI-Raketen)
- LAU-10B/A (Raketen-Rohrstartbehälter für vier ungelenkte ZUNI-Raketen)
- LAU-10C/B (Raketen-Rohrstartbehälter für vier ungelenkte ZUNI-Raketen, NAVY-Variante mit hitzebeständiger Beschichtung)
- LAU-10D/B (Raketen-Rohrstartbehälter für vier ungelenkte ZUNI-Raketen, NAVY-Variante mit hitzebeständiger Beschichtung)

## Werferplattformen
- MDD F/A-18A/B/C/D „Hornet“
- Boeing F/A-18E/F „Super Hornet“
- MDD AV-8A/B „Harrier“
- Vought F-8 „Crusader“
- Grumman A-6A „Intruder“
- Douglas A-4 „Skyhawk“
- LTV A-7 „Corsair II“
- General Dynamics F-16 „Fighting Falcon“
- Fairchild A-10 „Thunderbolt II“
- Northrop F-20 „Tigershark“
- Bell AH-1W „Super Cobra“
- OV-10A „Bronco“
- Suchoi Su-25 (Ukraine)[5]